# Kissi (poble i llengua)
Els kissi són un poble de l'Àfrica occidental a Guinea, Sierra Leone i Libèria. El seu nombre es calcula en un milió de persones tot i que les estimacions varien entre 600.000 i més d'un milió. Parlen el kissi, una llengua de la família Nigerocongolesa. Són coneguts pels seus cistells i els seus teixits fets en telers verticals; antigament foren famosos pels seus treballs en ferro, material que abunda al seu territori; els ferrers kissi van produir els famosos "penics kissi" una moneda de ferro que fou molt emprada a l'Àfrica occidental i fins i tot a la central.
El país dels kissi porta el nom de Kissi. El nom del poble té múltiples variants entre les quals: Assi, Bakoa, Den, Gihi, Gisi, Gizi, Kisi, Kisis, Kissien, Kissis. La llengua kissi està dividida en kissi septentrional i kissi meridional i es considera una llengua mel del grup de llengües atlàntiques de la família nigerocongolesa.